# Proteuxoa metableta
Proteuxoa metableta là một loài bướm đêm thuộc họ Noctuidae. Nó được tìm thấy ở Lãnh thổ Thủ đô Úc, New South Wales, Queensland và Tasmania.